# Suad Ak
Suad Ak (* 6. Juli 2002) ist ein deutscher Futsal- und Fußballspieler.

## Karriere
Im Fußball spielte er als Jugendlicher im Nachwuchsbereich des SC Wiedenbrück und wechselte im Sommer 2021 zum Bezirksligisten VfB Schloß Holte.
Seitdem er 16 Jahre als war trainierte er regelmäßig mit dem Futsalteam MCH Futsal Club Bielefeld-Sennestadt, der von Aks Cousin Yasin Kacar gegründet wurde. Mit 18 Jahren rückte Suad Ak in die Herrenmannschaft auf und schaffte mit seinem Team 2021 die Qualifikation für die neu geschaffene Bundesliga. Am 18. September 2021 debütierte Ak beim 3:2-Sieg gegen Wales in der deutschen Futsal-Nationalmannschaft.